# Hamida Djandoubi
Hamida Djandoubi (arabiska: حميدة جندوبي), född 22 september 1949 i Franska protektoratet Tunisien, död 10 september 1977 i Marseille, var en tunisisk brottsling (sedan 1968 bosatt i Frankrike), halshöggs i Marseille år 1977 för det utdragna och råa mordet på den 21-åriga Elisabeth Bousquet år 1974. Avrättningen, som verkställdes av Marcel Chevalier, blev den sista i Frankrike och den sista genom giljotin. Djandoubi blev därmed den siste i Europa och den siste kände i världen att avrättas med detta avrättningsredskap.
Dödsstraffet avskaffades i Frankrike år 1981, på initiativ av François Mitterrand.